# Sakuramichi
Sakuramichi (jap. サクラミチ) – czterdziesty trzeci singel południowokoreańskiego zespołu TVXQ, wydany w Japonii 25 lutego 2015 roku przez Avex Trax. Został wydany w trzech edycjach: regularnej CD, limitowanej CD+DVD oraz „Bigeast”. Osiągnął 2 pozycję w rankingu Oricon i pozostał na liście przez 11 tygodni, sprzedał się w nakładzie 158 131 egzemplarzy w Japonii. Singel zdobył status złotej płyty.

## Lista utworów

### CD
| CD | CD                                                                                  | CD                 | CD                 | CD                 | CD      |
| Nr | Tytuł utworu                                                                        | Tekst              | Kompozycja         | Aranżacja          | Długość |
| -- | ----------------------------------------------------------------------------------- | ------------------ | ------------------ | ------------------ | ------- |
| 1. | „Sakuramichi” (jap. サクラミチ)                                                     | Katsuhiko Yamamoto | Katsuhiko Yamamoto | Katsuhiko Yamamoto | 5:32    |
| 2. | „Kimi no inai yoru” (jap. 君のいない夜)                                             | Katsuhiko Yamamoto | Katsuhiko Yamamoto | Katsuhiko Yamamoto | 5:39    |
| 3. | „Sakuramichi -Drifting into 80s Remix-” (jap. サクラミチ -Drifting into 80s Remix-) | Katsuhiko Yamamoto | Katsuhiko Yamamoto | Shinjirō Inoue     | 5:18    |
| 4. | „Sakuramichi” (jap. サクラミチ) (Less Vocal)                                        |                    | Katsuhiko Yamamoto | Katsuhiko Yamamoto | 5:31    |
| 5. | „Kimi no inai yoru” (jap. 君のいない夜) (Less Vocal)                                |                    | Katsuhiko Yamamoto | Katsuhiko Yamamoto | 5:37    |

### CD+DVD
| CD | CD                                                   | CD                 | CD                 | CD                 | CD      |
| Nr | Tytuł utworu                                         | Tekst              | Kompozycja         | Aranżacja          | Długość |
| -- | ---------------------------------------------------- | ------------------ | ------------------ | ------------------ | ------- |
| 1. | „Sakuramichi” (jap. サクラミチ)                      | Katsuhiko Yamamoto | Katsuhiko Yamamoto | Katsuhiko Yamamoto | 5:32    |
| 2. | „Kimi no inai yoru” (jap. 君のいない夜)              | Katsuhiko Yamamoto | Katsuhiko Yamamoto | Katsuhiko Yamamoto | 5:39    |
| 3. | „Sakuramichi” (jap. サクラミチ) (Less Vocal)         |                    | Katsuhiko Yamamoto | Katsuhiko Yamamoto | 5:31    |
| 4. | „Kimi no inai yoru” (jap. 君のいない夜) (Less Vocal) |                    | Katsuhiko Yamamoto | Katsuhiko Yamamoto | 5:37    |

| DVD | DVD                                                            | DVD     |
| Nr  | Tytuł utworu                                                   | Długość |
| --- | -------------------------------------------------------------- | ------- |
| 1.  | „Sakuramichi” (jap. サクラミチ) (Video Clip)                   |         |
| 2.  | „Sakuramichi” (jap. サクラミチ) (Video Clip) -Off Shot Movie-) |         |

## Notowania
| Lista                             | Pozycja |
| --------------------------------- | ------- |
| Oricon Weekly Singles Chart       | 2       |
| Oricon Yearly Singles Chart       | 42      |
| Billboard Japan Hot 100           | 2       |
| Billboard Japan Top Singles Sales | 2       |